# Novo Selo Bosiljevsko
Novo Selo Bosiljevsko is een plaats in de gemeente Bosiljevo in de Kroatische provincie Karlovac. De plaats telt 36 inwoners (2001).